# Ducado de Clarence y Saint Andrews

Armas usadas por Guillermo Enrique, duque de Clarence y St. Andrews entre 1801 y 1830

Duque de Clarence y Saint Andrews fue un título otorgado a un príncipe de la familia real británica, creándose con la dignidad de par del Reino Unido.
Aunque anteriormente el título de duque de Clarence había sido creado en varias oportunidades, el título de duque de Clarence y St. Andrews nunca había sido creado como tal. Fue otorgado el 20 de mayo de 1789, siendo su primer y único portador el príncipe Guillermo Enrique, tercer hijo del rey Jorge III del Reino Unido. Cuando el príncipe sucedió a su hermano en el trono el 26 de junio de 1830, el ducado revirtió a la Corona. No ha vuelto a ser creado.

## Duque de Clarence y St. Andrews (1789)
- Guillermo Enrique, duque de Clarence y St. Andrews (1765-1837), subió al trono como Guillermo IV.[2]